# مصفاة باركو الساحلية
مصفاة باركو الساحلية المحدودة هي مصفاة نفط باكستانية مقترحة في منطقة تجمع خليفة في مقاطعة لاسبيلا بلوشستان باكستان. تم تأسيسها من قبل مصفاة باكستان العربية (باركو) وهي مشروع مشترك بين حكومتي باكستان وأبو ظبي. تقع موقع المصفاة في هوب بالوشستان، بالقرب من منطقة غادانيالساحلية. تغطي المصفاة المقترحة مساحة 1800 فدان (7.3 كيلومتر مربع). من المتوقع أن يكلف المشروع 6 مليارات دولار أمريكي.
تبلغ طاقة المصفاة 250.000 برميل يوميًا (40,000 متر مكعب/اليوم)، أي ما يعادل 13 مليون طن من المنتجات البترولية سنويًا. المقترح أن تكون المصفاة مصفاة قائمة يتم تفكيكها ونقلها من أمريكا الشمالية إلى باكستان. بالإضافة إلى المصفاة، يشتمل المشروع أيضًا على محطة طاقة تعمل بالغاز الطبيعي بطاقة 250 ميجاوات، ومحطة شبكية، ورصيف ميناء بحري ومدينة لاستيعاب عمال المصفاة. تمت الموافقة على المشروع من قبل حكومة باكستان في أكتوبر 2007.
اعتبارًا من أغسطس 2013 تخطط أبوظبي لإحياء مشروع مصفاة خليفة بعد حل أزمة الديون.